# NGC 1028
NGC 1028 (другие обозначения — MCG 2-7-23, ZWG 439.25, PGC 10068) — спиральная галактика с перемычкой (SBc) в созвездии Овен.
Этот объект входит в число перечисленных в оригинальной редакции «Нового общего каталога».
В 20 января 2009 года Рон Арбор обнаружил в галактике сверхновую, названную 2009M. В пике её светимость достигала 16,92 звездных величин.